# Olympische Sommerspiele 2020/Surfen – Shortboard (Männer)
Der Surfwettbewerb mit dem Shortboard der Männer bei den Olympischen Spielen 2020 in Tokio wurde vom 25. bis 27. Juli 2021 ausgetragen. Der Austragungsort der olympischen Premiere des Surfens war der Tsurigasaki Surfing Beach.
Ursprünglich waren die Medaillenläufe für den 28. Juli angesetzt. Wegen der angekündigten Ankunft des tropischen Sturmes Nepartak wurde die Entscheidung um einen Tag vorgezogen.
Zunächst traten die jeweils 20 Athleten in fünf Vorläufen (Heats) mit jeweils vier Sportlern an. Die beiden besten Athleten jedes Heats zogen direkt in die dritte Runde ein. Die verbliebenen zehn Sportler ermittelten in der zweiten Runde – in zwei Läufen mit jeweils fünf Sportlern, von denen die drei besten weiterkamen – die sechs übrigen Teilnehmer für die dritte Runde. Ab der dritten Runde mit sechzehn Sportlern traten jeweils zwei Athleten im direkten Vergleich an, wobei der Sieger im Wettkampf verblieb. Die beiden Halbfinalverlierer machten zudem untereinander den Gewinner der Bronzemedaille aus. Die Länge eines Heats (wie auch die Länger der Finalrunden) wurde vom technischen Direktor festgelegt und betrug im Normalfall 30 Minuten.

## Ergebnisse

### Runde 1

#### Vorlauf 1
| Rang | Athlet              | Nation      | Ergebnis | Anm. |
| ---- | ------------------- | ----------- | -------- | ---- |
| 1    | Italo Ferreira      | Brasilien   | 13,67    | R3   |
| 2    | Hiroto Ohhara       | Japan       | 11,40    | R3   |
| 3    | Leonardo Fioravanti | Italien     | 9,43     | R2   |
| 4    | Leandro Usuna       | Argentinien | 8,27     | R2   |

#### Vorlauf 2
| Rang | Athlet          | Nation     | Ergebnis | Anm. |
| ---- | --------------- | ---------- | -------- | ---- |
| 1    | Kanoa Igarashi  | Japan      | 12,77    | R3   |
| 2    | Miguel Tudela   | Peru       | 10,67    | R3   |
| 3    | Billy Stairmand | Neuseeland | 9,97     | R2   |
| 4    | Jérémy Florès   | Frankreich | 7,63     | R2   |

#### Vorlauf 3
| Rang | Athlet        | Nation             | Ergebnis | Anm. |
| ---- | ------------- | ------------------ | -------- | ---- |
| 1    | Lucca Mesinas | Peru               | 11,40    | R3   |
| 2    | Kolohe Andino | Vereinigte Staaten | 10,27    | R3   |
| 3    | Rio Waida     | Indonesien         | 9,96     | R2   |
| 4    | Julian Wilson | Australien         | 8,77     | R2   |

#### Vorlauf 4
| Rang | Athlet             | Nation             | Ergebnis | Anm. |
| ---- | ------------------ | ------------------ | -------- | ---- |
| 1    | Owen Wright        | Australien         | 10,40    | R3   |
| 2    | Ramzi Boukhiam     | Marokko            | 10,23    | R3   |
| 3    | John John Florence | Vereinigte Staaten | 8,37     | R2   |
| 4    | Manuel Selman      | Chile              | 6,20     | R2   |

#### Vorlauf 5
Ursprünglich hatte sich der Portugiese Frederico Morais qualifiziert, musste jedoch wegen eines positiven Tests auf das SARS-CoV-2 Virus seine Teilnahme absagen. Sein Startplatz wurde an den Costa-Ricaner Carlos Muñoz vergeben. Dieser war jedoch nicht in der Lage anzutreten.
| Rang | Athlet         | Nation      | Ergebnis | Anm. |
| ---- | -------------- | ----------- | -------- | ---- |
| 1    | Gabriel Medina | Brasilien   | 12,23    | R3   |
| 2    | Michel Bourez  | Frankreich  | 10,10    | R3   |
| 3    | Leon Glatzer   | Deutschland | 10,00    | R2   |
| 4    | Carlos Muñoz   | Costa Rica  | DNS      | R2   |

### Runde 2

#### Lauf 1
| Rang | Athlet             | Nation             | Ergebnis | Anm. |
| ---- | ------------------ | ------------------ | -------- | ---- |
| 1    | John John Florence | Vereinigte Staaten | 12,77    | R3   |
| 2    | Rio Waida          | Indonesien         | 11,53    | R3   |
| 3    | Billy Stairmand    | Neuseeland         | 11,34    | R3   |
| 4    | Manuel Selman      | Chile              | 9,74     |      |
| 5    | Carlos Muñoz       | Costa Rica         | DNS      |      |

#### Lauf 2
| Rang | Athlet              | Nation      | Ergebnis | Anm. |
| ---- | ------------------- | ----------- | -------- | ---- |
| 1    | Leonardo Fioravanti | Italien     | 12,53    | R3   |
| 2    | Jérémy Florès       | Frankreich  | 11,37    | R3   |
| 3    | Julian Wilson       | Australien  | 11,27    | R3   |
| 4    | Leon Glatzer        | Deutschland | 10,43    |      |
| 5    | Leandro Usuna       | Argentinien | 9,67     |      |

### Finalrunde
|  | Achtelfinale        | Achtelfinale |                |                | Viertelfinale      | Viertelfinale |             |       | Halbfinale | Halbfinale |  |  | Finale | Finale |
|  |                     |              |                |                |                    |               |             |       |            |            |  |  |        |        |
|  |                     |              |                |                |                    |               |             |       |            |            |  |  |        |        |
|  | Kanoa Igarashi      | 14,00        |                |                |                    |               |             |       |            |            |  |  |        |        |
|  | Rio Waida           | 12,00        |                |                |                    |               |             |       |            |            |  |  |        |        |
|  | Rio Waida           | 12,00        | Kanoa Igarashi | 12,60          |                    |               |             |       |            |            |  |  |        |        |
|  |                     |              | Kanoa Igarashi | 12,60          |                    |               |             |       |            |            |  |  |        |        |
|  |                     |              |                |                | Kolohe Andino      | 11,00         |             |       |            |            |  |  |        |        |
|  | Kolohe Andino       | 14,83        |                |                | Kolohe Andino      | 11,00         |             |       |            |            |  |  |        |        |
|  | Kolohe Andino       | 14,83        |                |                |                    |               |             |       |            |            |  |  |        |        |
|  | John John Florence  | 11,60        |                |                |                    |               |             |       |            |            |  |  |        |        |
|  | John John Florence  | 11,60        | Kanoa Igarashi | 17,00          |                    |               |             |       |            |            |  |  |        |        |
|  |                     |              | Kanoa Igarashi | 17,00          |                    |               |             |       |            |            |  |  |        |        |
|  |                     |              |                | Gabriel Medina | 16,76              |               |             |       |            |            |  |  |        |        |
|  | Michel Bourez       | 12,43        |                | Gabriel Medina | 16,76              |               |             |       |            |            |  |  |        |        |
|  | Michel Bourez       | 12,43        |                |                |                    |               |             |       |            |            |  |  |        |        |
|  | Ramzi Boukhiam      | 9,40         |                |                |                    |               |             |       |            |            |  |  |        |        |
|  | Ramzi Boukhiam      | 9,40         | Michel Bourez  | 13,66          |                    |               |             |       |            |            |  |  |        |        |
|  |                     |              | Michel Bourez  | 13,66          |                    |               |             |       |            |            |  |  |        |        |
|  |                     |              |                |                | Gabriel Medina     | 15,33         |             |       |            |            |  |  |        |        |
|  | Gabriel Medina      | 14,33        |                |                | Gabriel Medina     | 15,33         |             |       |            |            |  |  |        |        |
|  | Gabriel Medina      | 14,33        |                |                |                    |               |             |       |            |            |  |  |        |        |
|  | Julian Wilson       | 13,00        |                |                |                    |               |             |       |            |            |  |  |        |        |
|  | Julian Wilson       | 13,00        | Kanoa Igarashi | 6,60           |                    |               |             |       |            |            |  |  |        |        |
|  |                     |              | Kanoa Igarashi | 6,60           |                    |               |             |       |            |            |  |  |        |        |
|  |                     |              |                | Italo Ferreira | 15,14              |               |             |       |            |            |  |  |        |        |
|  | Italo Ferreira      | 14,54        |                | Italo Ferreira | 15,14              |               |             |       |            |            |  |  |        |        |
|  | Italo Ferreira      | 14,54        |                |                |                    |               |             |       |            |            |  |  |        |        |
|  | Billy Stairmand     | 9,67         |                |                |                    |               |             |       |            |            |  |  |        |        |
|  | Billy Stairmand     | 9,67         | Italo Ferreira | 16,30          |                    |               |             |       |            |            |  |  |        |        |
|  |                     |              | Italo Ferreira | 16,30          |                    |               |             |       |            |            |  |  |        |        |
|  |                     |              |                |                | Hiroto Ohhara      | 11,90         |             |       |            |            |  |  |        |        |
|  | Hiroto Ohhara       | 10,00        |                |                | Hiroto Ohhara      | 11,90         |             |       |            |            |  |  |        |        |
|  | Hiroto Ohhara       | 10,00        |                |                |                    |               |             |       |            |            |  |  |        |        |
|  | Miguel Tudela       | 9,63         |                |                |                    |               |             |       |            |            |  |  |        |        |
|  | Miguel Tudela       | 9,63         | Italo Ferreira | 13,17          |                    |               |             |       |            |            |  |  |        |        |
|  |                     |              | Italo Ferreira | 13,17          |                    |               |             |       |            |            |  |  |        |        |
|  |                     |              |                | Owen Wright    | 12,47              |               |             |       |            |            |  |  |        |        |
|  | Lucca Mesinas       | 10,77        |                | Owen Wright    | 12,47              |               |             |       |            |            |  |  |        |        |
|  | Lucca Mesinas       | 10,77        |                |                | Duell um Bronze    |               |             |       |            |            |  |  |        |        |
|  | Leonardo Fioravanti | 8,86         |                |                |                    |               |             |       |            |            |  |  |        |        |
|  | Leonardo Fioravanti | 8,86         | Lucca Mesinas  | 7,83           |                    |               |             |       |            |            |  |  |        |        |
|  |                     |              | Lucca Mesinas  | 7,83           | 000 Gabriel Medina | 11,77         |             |       |            |            |  |  |        |        |
|  |                     |              |                |                | 000 Gabriel Medina | 11,77         | Owen Wright | 12,74 |            |            |  |  |        |        |
|  | Owen Wright         | 15,00        | Owen Wright    | 11,97          |                    |               | Owen Wright | 12,74 |            |            |  |  |        |        |
|  | Owen Wright         | 15,00        | Owen Wright    | 11,97          |                    |               |             |       |            |            |  |  |        |        |
|  | Jérémy Florès       | 12,90        |                |                |                    |               |             |       |            |            |  |  |        |        |